# Лорткипанидзе, Владимир Соломонович
Владимир Соломонович Лорткипанидзе (1906 год, село Салхино, Кутаисский уезд, Кутаисская губерния, Российская империя — дата смерти неизвестна, Тбилиси, Грузинская ССР) — грузинский советский партийный, государственный и хозяйственный деятель, первый секретарь Маяковского районного комитета Компартии Грузии. Герой Социалистического Труда (1949). Депутат Верховного Совета Грузинской ССР 3-го созыва.

## Биография
Родился в 1906 году в крестьянской семье в селе Салхино Гурийского уезда (сегодня — в Ванский муниципалитет). Окончил местную сельскую школу и позднее — Тифлисский университет, после которого работал учителем и директором школы. Член ВКП(б). В последующие годы на различных партийных должностях: инспектор отдела кадров в ЦК Компартии Грузии (1939—1943), второй секретарь Зестафонского райкома партии (1943—1947).
В 1947 году избран первым секретарём Маяковского райкома партии. Занимался развитием сельского хозяйства в Маяковском районе. Благодаря его организаторской деятельности сельскохозяйственные предприятия в послевоенное время значительно повысили урожайность различных культур. В 1948 году урожай винограда в Маяковском районе превысил план на 30,3 %. Указом Президиума Верховного Совета СССР от 9 августа 1949 года удостоена звания Героя Социалистического Труда за «получение высоких урожаев винограда в 1948 году» с вручением ордена Ленина и золотой медали «Серп и Молот».
Этим же Указом званием Героя Социалистического Труда были также награждены заведующий районным отделом сельского хозяйства Сергей Георгиевич Буркадзе, председатель райисполкома Владимир Самсонович Дограшвили, главный районный агроном Наум Афанасьевич Порчхидзе и 26 тружеников-виноградарей различных колхозов Маяковского района.
За выдающиеся трудовые достижения по итогам 1949 года был награждён вторым Орденом Ленина.
Избирался депутатом Верховного Совета Грузинской ССР 3-го созыва (1951—1955).
В последние годы своей жизни проживал в Тбилиси. Дата смерти неизвестна.
Награды
- Герой Социалистического Труда
- Орден Ленина — дважды (1949; 25.11.1950)